# 射水市民病院
射水市民病院（いみずしみんびょういん）は、富山県射水市朴木にある射水市立の医療機関。

## 沿革
個別に出典が提示されていない箇所の出典:
- 1950年7月1日 - 高岡市立新湊病院として設立[5]。
- 1951年3月 - 高岡市からの新湊町の分離、市制施行に伴い新湊市立新湊病院に改称[5]。
- 1959年 - 新築[6]。
- 1976年4月 - 現在地に鉄筋コンクリート3階建の病院を新築[7]して移転し、新湊市民病院に改称。
- 1994年 - 現在の病棟の基本計画策定[8]。
- 1997年4月 - 鉄筋7階建ての新病棟完成[8]。
- 1998年
  - 4月 - 鉄筋3階建ての診療棟完成[8]。
  - 7月25日 - 現在の病棟の竣工式が挙行される[8]。
- 2005年11月 - 市町村合併による射水市の発足に伴い、射水市民病院に改称。
- 2015年11月19日 - 鉄骨3階（一部6階）建て、延床面積約6,980 m2の新診療棟の完成式を挙行[9]。同年12月1日から診察開始[10]。

## 診療科
- 内科
- 循環器内科
- 小児科
- 外科
- 整形外科
- 脳神経外科
- 皮膚科
- 泌尿器科
- 婦人科
- 眼科
- 耳鼻咽喉科
- 放射線科
- 麻酔科
- 歯科口腔外科

## 主な指定
- 日本心血管インターベンション治療学会研修関連施設
- 日本循環器学会認定循環器専門医研修施設
- 日本内科学会認定医制度教育関連病院
- 日本消化器内視鏡学会専門医制度指導施設
- 日本眼科学会専門医制度研修施設
- 日本外科学会外科専門医制度関連施設
- 日本乳癌学会認定医・専門医制度認定施設
- 日本整形外科学会専門医制度研修施設
- 第二種感染症指定医療機関

## 交通アクセス
- 射水市コミュニティバス
  - 塚原・作道循環線　「市民病院」バス停
  - 新湊・本江線　「市民病院」バス停
  - 新湊・小杉線　「市民病院」バス停
  - 中央幹線（平日のみ運行）　「市民病院」バス停
  - 七美・作道経由庄西線　「市民病院」バス停
  - 新湊・大門線　「市民病院」バス停